# Fachhochschule Nordostniedersachsen
Die Fachhochschule Nordostniedersachsen (FH NON) war eine Fachhochschule in Niedersachsen. Sie wurde 1971 als Nachfolgerin der Staatlichen Ingenieurakademie für Wasserwirtschaft und Kulturtechnik in Suderburg und der Staatlichen Ingenieurakademie für Bauwesen in Buxtehude gegründet.
Sitz war zunächst in Buxtehude. Im Hinblick auf die damals beabsichtigte Gründung einer Gesamthochschule in Lüneburg wurden 1978 die Fachbereiche Sozialwesen und Wirtschaft gegründet und 1981 die Hochschulverwaltung dorthin verlegt. Mit dem Wintersemester im September 1992 wurde der grundständige Studiengang „Angewandte Automatisierungstechnik“ des neu gegründeten Fachbereichs Automatisierungstechnik eingerichtet. Dieser sollte das ingenieurwissenschaftliche Angebot der Fachhochschule am Standort Lüneburg  erweitern und gleichzeitig die Betriebswirtschaft und Wirtschaftsinformatik ergänzen. 
Auf Beschluss der niedersächsischen Landesregierung und des Landtags fusionierte die FH NON (ohne den Standort Buxtehude) im Januar 2005 mit der Universität Lüneburg zur heutigen Leuphana Universität Lüneburg. Der Standort Buxtehude wurde in die private Hochschule 21 umgewandelt. Der Standort Suderburg wurde 2009 an die Ostfalia Hochschule für angewandte Wissenschaften (ehemals Fachhochschule Braunschweig/Wolfenbüttel) abgegeben.